# Park stanowy Kopce Kolomoki
Park stanowy Kopce Kolomoki (ang. Kolomoki Mounds State Park) – obszar chroniony o statusie parku stanowego, położony w południowo - zachodniej części stanu Georgia w Stanach Zjednoczonych. Park leży w pobliżu granicznej z Alabamą rzeki Chattahoochee około 10 km na północ od miasta Blakely. Jest to największy w południowo-zachodniej części USA kompleks kopców wybudowanych przez jedną prekolumbijskich kultur z okresu Woodland. Kopce powstały latach 350–600 n.e., a park obejmuje osiem dobrze zachowanych budowli ziemnych. Kopce wybudowali ludzie z kultur nazywanych Swift Creek oraz Weeden Island, zamieszkujący cały południowo - wschodni rejon obejmujący obecnie tereny Georgii, Alabamy, Florydy, Południowej Karoliny oraz Tennessee.

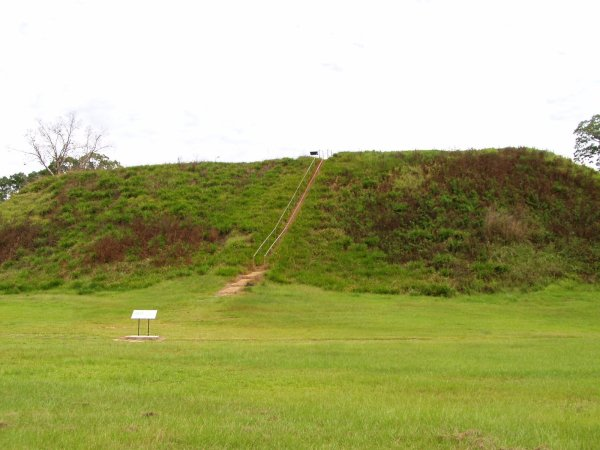
Widok na jeden z kopców

Największy kopiec nazywany kopcem świątynnym wznosi się na 17,4 metra ponad otaczający teren a u podstawy ma 61 metrów. Obliczenia wskazują, że do usypania potrzebnych było ponad 2 milionów koszy z ziemią. Południowa część kopca jest o jeden metr wyższa i prawdopodobnie na tej części położona była świątynia. Przed nią znajdował się plac, który otaczały budynki zamieszkałe przez 1,5–2 tys. mieszkańców. 
Wykopaliska przeprowadzone na terenie parków wykazały że, część kopców miała charakter kurhanów. Część eksponatów znalezionych podczas wykopalisk jest eksponowana w muzeum znajdującym się na terenie parku. Muzeum w 1974 roku obrabowano ze 129 eksponatów i tylko niecałą połowę udało się dotychczas odzyskać.